# ジオゴ・マテウス・デ・アルメイダ・マシエル
ジオゴ・マテウス・デ・アルメイダ・マシエル（Diogo Mateus de Almeida Maciel、1993年2月13日 - ）は、ブラジル出身のプロサッカー選手。ポジションはDF。

## 来歴
SCインテルナシオナルの下部組織出身。2012年8月18日、期限付き移籍で加入していたFCポルトのBチームの試合に出場しプロデビュー。翌2013-14シーズンは同じポルトガルのポルティモネンセSCに期限付き移籍したが、出場機会の確保に苦しみ12月にブラジルに帰国した。
2014年シーズンからSCインテルナシオナルに昇格。4月27日の全国選手権・ボタフォゴFR戦でトップチームデビューを果たした。
2015年5月、ECヴィトーリアに期限付き移籍。レギュラーポジションを獲得すると、セリエB3位でのセリエA昇格に大きく貢献した。
ECヴィトーリアとは期限付き移籍期間を延長せず、2016年3月にAAポンチ・プレッタに移籍。じかしポンチ・プレッタでは出場機会の確保に苦しみ、8月に再び期限付き移籍でヴィトーリアに復帰した。シーズン終了後はポンチ・プレッタに復帰したが、2017年シーズンのカンピオナート・パウリスタでは選手登録が行われず、2月にクリシューマECに移籍した。
2017年12月、アソシアソン・フェロヴィアリア・ジ・エスポルテスに移籍。カンピオナート・パウリスタ終了後に契約を延長したが、セリエDに選手登録されず、4月にセリエBのCRBに期限付き移籍した。
2019年4月、カンピオナート・パウリスタ終了後にコリチーバFCに期限付き移籍。
2020年1月11日、川崎フロンターレに期限付き移籍。シーズン終了後、期限付き移籍期間満了により退団。

## 所属クラブ
ユースチーム経歴
- 2009年 - 2013年  SCインテルナシオナル

トップチーム経歴
- 2014年  SCインテルナシオナル
  - 2012年 - 2013年  FCポルトB（期限付き移籍）
  - 2013年 - 2014年  ポルティモネンセSC（期限付き移籍）
- 2015年 - 2017年  ECヴィトーリア
  - 2016年  AAポンチ・プレッタ（期限付き移籍）
- 2017年  クリシューマEC
- 2018年 - 2020年  アソシアソン・フェロヴィアリア・ジ・エスポルテス
  - 2018年  CRB（期限付き移籍）
  - 2019年  コリチーバFC（期限付き移籍）
  - 2020年  川崎フロンターレ（期限付き移籍）
- 2021年 -  グアラニFC

## Jリーグの個人成績
| 国内大会個人成績 | 国内大会個人成績 | 国内大会個人成績 | 国内大会個人成績 | 国内大会個人成績 | 国内大会個人成績 | 国内大会個人成績 | 国内大会個人成績 | 国内大会個人成績 | 国内大会個人成績 | 国内大会個人成績 | 国内大会個人成績 |
| 年度             | クラブ           | 背番号           | リーグ           | リーグ戦         | リーグ戦         | リーグ杯         | リーグ杯         | オープン杯       | オープン杯       | 期間通算         | 期間通算         |
| 年度             | クラブ           | 背番号           | リーグ           | 出場             | 得点             | 出場             | 得点             | 出場             | 得点             | 出場             | 得点             |
| 日本             | 日本             | 日本             | 日本             | リーグ戦         | リーグ戦         | リーグ杯         | リーグ杯         | 天皇杯           | 天皇杯           | 期間通算         | 期間通算         |
| ---------------- | ---------------- | ---------------- | ---------------- | ---------------- | ---------------- | ---------------- | ---------------- | ---------------- | ---------------- | ---------------- | ---------------- |
| 2020             | 川崎             | 17               | J1               | 3                | 0                | 0                | 0                | 0                | 0                | 3                | 0                |
| 通算             | 日本             | 日本             | J1               | 3                | 0                | 0                | 0                | 0                | 0                | 3                | 0                |
| 総通算           | 総通算           | 総通算           | 総通算           | 3                | 0                | 0                | 0                | 0                | 0                | 3                | 0                |

## タイトル
川崎フロンターレ
- Jリーグ：1回（2020年）
- 天皇杯 JFA 全日本サッカー選手権大会：1回（2020年）